# 문덕군
문덕군(文德郡)은 조선민주주의인민공화국 평안남도 서북부에 위치하는 군이다. 군명은 고구려의 장군 을지문덕에서 유래한다.

## 지리
청천강의 하구에 면하여 있고 서부는 황해에 접해 있다. 북쪽으로 안주시, 남쪽으로 숙천군과 접하고 청남구를 둘러싸고 있다.
군의 동부에는 청룡산맥이 뻗어 있으며, 여기에 장대봉(353m)·오도산(482m) 등 낮은 산들이 솟아 있다. 서부에는 열두삼천리벌이 펼쳐져 있고 해안 일대에는 넓은 간석지가 있다. 전반적으로 평탄하여 지형의 경사가 10˚ 미만인 지역이 전체의 85.2%를 차지하고 있다.
연평균 기온은 9°C로, 연평균 강우량은 1,047mm이다. 산림은 군 넓이의 15%를 차지하며, 대부분이 소나무로 되어 있다.

## 역사
한국 독립 당시에 이 지역은 안주군에 속하고 있었다. 1952년 12월, 용화면·대리면·입석면·연호면이 안주군으로부터 분리되어 1읍 24리를 관할하는 문덕군이 신설되었다. 이 때 붙여진 '문덕'이라는 군명은 고구려 시대에 수 양제가 보낸 제2차 고구려 원정군을 을지문덕 장군이 살수(청천강) 일대에서 물리친 것을 기념하는 것이다. 1980년 2월, 안주노동자구·신리·룡북리의 일부가 군으로부터 분리되어 도 직할의 청남구가 되었다.

## 행정 구역
1읍 1구 21리로 구성된다.
- 문덕읍 (文德邑)
- 상북동리 (上北洞里)
- 금계리 (金溪里)
- 남상계리 (南上溪里)
- 룡남리 (龍南里)
- 어룡리 (漁龍里)
- 풍년리 (豊年里)
- 만흥리 (萬興里)
- 룡담리 (龍潭里)
- 마산리 (馬山里)
- 룡반리 (龍盤里)
- 룡중리 (龍中里)
- 성법리 (聖法里)
- 룡흥리 (龍興里)
- 립석리 (立石里)
- 룡림리 (龍林里)
- 서호로동자구 (西湖勞動者區)
- 룡북리 (龍北里)
- 신리 (新里)
- 인흥리 (仁興里)
- 동림리 (東林里)
- 룡오리 (龍五里)
- 상팔리 (上八里)
- 동사리 (東四里)
- 남이리 (南二里)